# Pila a combustibile alcalina

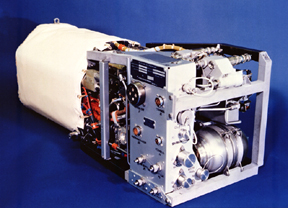
Una pila AFC usata sullo Space Shuttle (Fonte NASA)

Diagramma di una pila a combustibile alcalina:
(1) Idrogeno (2) Flusso degli elettroni (3) Carico (4) Ossigeno (5) Catodo (6) Elettrolita (7) Anodo (8) Acqua (9) Ioni idrossido

La pila a combustibile alcalina (detta AFC), anche chiamata pila a combustibile di Bacon (da Francis Thomas Bacon, ingegnere inglese), è una delle tecnologie più studiate della categoria delle pile a combustibile e sono anche le pile che hanno permesso all'uomo di arrivare sulla Luna.
La NASA ha infatti usato queste pile sin dalla metà degli anni 1960 nelle missioni Apollo e nel programma Space Shuttle.
Le AFC utilizzano idrogeno e ossigeno puro per produrre acqua, calore ed elettricità. Durano di più ed è più potente rispetto alle batterie normali.

## La reazione
Le pile a combustibile producono energia attraverso una reazione redox (ossido-riduzione) tra ossigeno ed idrogeno. Sull'anodo l'idrogeno viene ossidato con la reazione:
{\displaystyle \mathrm {H} _{2}+\mathrm {2OH} ^{-}\longrightarrow \mathrm {2H} _{2}\mathrm {O} +\mathrm {2e} ^{-}}
producendo quindi acqua e rilasciando due elettroni. Il flusso di questi sul circuito esterno crea lavoro e il circuito si chiude con la reazione sul catodo
{\displaystyle {\frac {1}{2}}\mathrm {O} _{2}+\mathrm {H} _{2}\mathrm {O} +\mathrm {2e} ^{-}\longrightarrow \mathrm {2OH} ^{-}}
producendo ioni idrossido (OH-) che attraverso l'elettrolita ritornano all'anodo.
La reazione nel suo complesso consuma una molecola d'ossigeno e due d'idrogeno producendo due molecole d'acqua. L'elettricità ed il calore sono effetti secondari (desiderati) della reazione.

## Elettrolita
I due elettrodi sono separati da una matrice porosa satura di una soluzione alcalina acquosa, come idrossido di potassio (KOH). Una problematica di questo elettrolita è la formazione di carbonato potassico (K2CO3) dovuto all'interazione con l'anidride carbonica (CO2), avvelenando quindi la pila AFC. Per questo motivo la pila deve usare ossigeno puro oppure aria purificata. Questo rende questo tipo di pile molto costose (anche se ci sono ricerche per eliminare questo bisogno). Esistono nella comunità scientifica delle controversie sulla reversibilità dell'avvelenamento da anidride carbonica. Il principale meccanismo di avvelenamento è dovuto all'ostruzione dei pori del catodo con il carbonato, fenomeno irreversibile, e la riduzione della conduttività ionica dell'elettrolita che potrebbe essere ripristinata con il ripristino della concentrazione iniziale del KOH.

## Geometria della pila
A causa di questo effetto di avvelenamento, esistono due principali varianti di AFC: con elettrolita statico e con elettrolita flussante. Le celle con elettrolita statico, o immobilizzato, del tipo di quelle usate nello shuttle Apollo usano solitamente un separatore di amianto saturato in idrossido di potassio. La produzione di acqua è controllata dall'evaporazione fuori dall'anodo, come si può vedere nella figura, che produce acqua pura utilizzabile per altri usi. Queste celle a combustibile usano solitamente catalizzatori con platino per raggiungere massima efficienza volumetrica e specifica.
Le celle con elettrolita flussante utilizzano una matrice più aperta che permette all'elettrolita di flussare sia tra gli elettrodi (parallelamente agli elettrodi) o attraverso gli elettrodi in direzione trasversa (celle tipo ASK o EloFlux). Nel design con flusso parallelo, l'acqua prodotta è trattenuta nell'elettrolita, quindi un elettrolita vecchio dovrebbe essere sostituito con uno nuovo, in una maniera analoga al cambio dell'olio in un'auto.
Nel caso del design a flusso parallelo, è richiesto molto più spazio tra gli elettrodi per permettere il flusso, e questo si traduce in una maggiore resistenza di cella, diminuendo la potenza in paragone con le celle a elettrolita statico. Un'ulteriore sfida per la tecnologia sarà di capire l'influenza dell'avvelenamento del catodo con K2CO3, comunque, alcuni lavori pubblicati indicano centinaia di ore di lavoro in aria prima che l'effetto sia consistente.
Questi design di cella utilizzano sia catalizzatori con platino che con metalli non nobili, compensando l'efficienza specifica e volumetrica con il basso costo.
Il design EloFlux, con il suo flusso trasversale di elettrolita ha il vantaggio di un basso costo di costruzione e un elettrolita facilmente sostituibile, ma fino ad ora sono stati fatti esperimenti usando solo ossigeno. 
Ulteriori varianti sulle celle a combustibile alcaline comprendono le celle a combustibile ad idruro di metallo e le celle a combustibile con alimentazione diretta a boroidruro.

## Prospettive commerciali
Tuttavia le AFC sono le celle a combustibile più economiche da costruire. Il catalizzatore chimico richiesto per gli elettrodi può essere uno qualsiasi degli esistenti che sono relativamente poco costosi se confrontati con quelli richiesti per altre tipologie di cella a combustibile.
Le prospettive commerciali per le AFC sono cresciute di pari passo con il recente sviluppo del piatto bipolare che consente prestazioni superiori rispetto alle precedenti versioni con piatto monopolare.
La prima nave al mondo alimentata con pile a combustibile (HYDRA) è stata realizzata da Christian Machens e utilizzava un sistema di AFC con una potenza di 6.5 kW
Un altro recente sviluppo (anche se non è per applicazioni che richiedono grande potenza) sono le pile a combustibile in stato solido, che utilizzano membrane a scambio anionico al posto di un liquido. Questo lavoro è stato iniziato all'università del Surrey nel Regno Unito. Per dettagli si veda il sito http://mypages.surrey.ac.uk/chs1jv/ Archiviato il 14 febbraio 2008 in Internet Archive..